# 坂井市立大石小学校
坂井市立大石小学校（さかいしりつ おおいししょうがっこう）は、福井県坂井市春江町にある坂井市立小学校。

## 通学区域
千歩寺（23字、25字、27字～30字）・春日野（千歩寺22字、32字～35字、37字）・大牧・リリータウン・井向・西長田・石塚・取次・正善・布施田新・姫王・定広・木部西方寺・辻・上小森・室町・下小森・堀越

## 交通
- えちぜん鉄道 三国芦原線 西長田ゆりの里駅より 1.6km